# بخش لک‌رو
بخش لک‌رو یک منطقهٔ مسکونی در چاد است که در بخش میانی شاری واقع شده‌است.